# QNews
 (juin 2025).
Le contenu est difficilement compréhensible vu les erreurs de traduction, qui sont peut-être dues à l'utilisation d'un logiciel de traduction automatique.
QNews est journal en ligne basé à Brisbane qui s'adresse à la communauté LGBT en Australie. Le premier numéro a été publié en décembre 2000.

## Histoire
QNews est créé en décembre 2000  au milieu de l'effondrement de l'éditeur national LGBT Satellite Media. La première édition de QNews est sortie le 15 décembre de cette année-là. Ce journal était à l'époque dirigé par Ray Mackereth, qui avait auparavant dirigé Brother Sister pour Satellite Media. L'historienne Shirleene Robinson a décrit QNews comme étant moins « intellectuel » que sa publication rivale de l'époque, Queensland Pride,,.
En 2013, The Australian a rapporté des allégations selon lesquelles QNews avait indiqué une vente au double du nombre d'exemplaires réellement imprimés. The Australian suggérait que la distribution du magazine à cette époque était en moyenne d'environ 8 500 exemplaires.
En 2015, la société a rencontré des difficultés financières et était confrontée à la fermeture, il y eut un recours au financement participatif pour maintenir la publication en vie suffisamment longtemps pour trouver un nouvel éditeur. Plus tard cette année-là, le propriétaire de l'époque, Ray Mackereth, a déposé son bilan. Puis, le journal est vendu à l'homme d'affaires du Queensland Richard Bakker.
En octobre 2018, QNews a nommé une rédactrice en chef transgenre, Destiny Rogers.
En juillet 2023, QNews se lance en Nouvelle-Galles du Sud avec 500 points de distribution supplémentaires à travers l'État et cherche à s'étendre à travers l'Australie.

## Contenu
QNews est un magazine mensuel sur le style de vie LGBT australien. Il est destiné aux membres de la communauté LGBT australienne et à leurs alliés. Le magazine couvre l'actualité LGBT locale et nationale, les problèmes communautaires, la santé, le divertissement et la culture.
L'entreprise s'associe régulièrement à des groupes communautaires LGBTIQ du Queensland et du nord de la Nouvelle-Galles du Sud, notamment Brisbane Pride, Cairns Tropical Pride et Tropical Fruits.
En avril 2016, QNews publie son 400ème numéro et célèbre ce qu'elle indique comme « le record du plus grand nombre de numéros d'un journal LGBT imprimé au Queensland »[réf. souhaitée].

## Distribution
QNews compte plus de 900 points de distribution, dans le Queensland et la Nouvelle-Galles du Sud,.
Le magazine imprimé est publié en ligne toutes les deux semaines.